# Список эпизодов телесериала «Как я встретил вашу маму»

Ниже представлен список эпизодов американского телесериала «Как я встретил вашу маму».

## Обзор сезонов
| Сезон | Сезон | Эпизоды | Оригинальная дата показа | Оригинальная дата показа | Рейтинг Нильсена   |
| Сезон | Сезон | Эпизоды | Премьера сезона          | Финал сезона             | Зрители (миллионы) |
| ----- | ----- | ------- | ------------------------ | ------------------------ | ------------------ |
|       | 1     | 22      | 19 сентября 2005         | 15 мая 2006              | 9.47               |
|       | 2     | 22      | 18 сентября 2006         | 14 мая 2007              | 8.94               |
|       | 3     | 20      | 24 сентября 2007         | 19 мая 2008              | 8.21               |
|       | 4     | 24      | 22 сентября 2008         | 18 мая 2009              | 9.42               |
|       | 5     | 24      | 21 сентября 2009         | 24 мая 2010              | 8.60               |
|       | 6     | 24      | 20 сентября 2010         | 16 мая 2011              | 8.79               |
|       | 7     | 24      | 19 сентября 2011         | 19 мая 2012              | 9.67               |
|       | 8     | 24      | 24 сентября 2012         | 13 мая 2013              | 9.02               |
|       | 9     | 24      | 23 сентября 2013         | 31 марта 2014            | 10.51              |

## Эпизоды

### Сезон 1 (2005—2006)
| № общий | № в сезоне | Название                                                                                  | Режиссёр       | Автор сценария            | Дата премьеры    | Произв. код | Зрители в США (млн) |
| --- | ---------- | ----------------------------------------------------------------------------------------- | -------------- | ------------------------- | ---------------- | ----------- | ------------------- |
| 1 | 1          | «Pilot» «Пилот»                                                                           | Памела Фрайман | Картер Бейз и Крейг Томас | 19 сентября 2005 | 1ALH79      | 10.94               |
| Лучший друг Теда Маршалл делает предложение своей девушке Лили. Тед понимает, что он должен торопиться, если он надеется найти настоящую любовь. Вскоре в баре по соседству он встречает Робин и назначает ей свидание. |            |                                                                                           |                |                           |                  |             |                     |
| 2 | 2          | «Purple Giraffe» «Фиолетовый жираф»                                                       | Памела Фрайман | Картер Бейз и Крейг Томас | 26 сентября 2005 | 1ALH01      | 10.40               |
| В отчаянной попытке устроить второе свидание, Тед приглашает Робин на вечеринку, которую он устраивает. Однако Робин не приходит. Тед продолжает устраивать вечеринки в надежде, что она наконец-то придёт. |            |                                                                                           |                |                           |                  |             |                     |
| 3 | 3          | «Sweet Taste of Liberty» «Сладкий вкус свободы»                                           | Памела Фрайман | Фил Лорд и Крис Миллер    | 3 октября 2005   | 1ALH02      | 10.44               |
| Тед соглашается на предложение Барни разнообразить свою любовную жизнь, что заканчивается сумасшедшей поездкой в Филадельфию, проблемами с законом и посещением Колокола Свободы. |            |                                                                                           |                |                           |                  |             |                     |
| 4 | 4          | «Return of the Shirt» «Возвращение рубашки»                                               | Памела Фрайман | Кортни Канг               | 10 октября 2005  | 1ALH03      | 9.84                |
| Взгляд Теда на его продолжающиеся поиски любви меняется, когда он находится рубашку провисевшую долгие годы в его шкафу. Барни, тем временем, пытается уговорить Робин произнести во время её передачи в прямом эфире разные глупые слова за деньги. |            |                                                                                           |                |                           |                  |             |                     |
| 5 | 5          | «Okay Awesome» «Клёвый „Окей“»                                                            | Памела Фрайман | Крис Харрис               | 17 октября 2005  | 1ALH04      | 10.14               |
| Тед и Барни идут в ночной клуб со своей подругой Робин. Лили и Маршалл в это время устраивают дегустацию вин, стараясь делать побольше «взрослых штук», по мере приближения свадьбы. |            |                                                                                           |                |                           |                  |             |                     |
| 6 | 6          | «Slutty Pumpkin» «Шлюшка-тыква»                                                           | Памела Фрайман | Бренда Сюэ                | 24 октября 2005  | 1ALH05      | 10.89               |
| Тед посещает ежегодную Хэллоуин вечеринку на крыше в поисках девушки в костюме тыквы, которую он встретил несколько лет назад. |            |                                                                                           |                |                           |                  |             |                     |
| 7 | 7          | «Matchmaker» «Сваха»                                                                      | Памела Фрайман | Сэм Джонсон и Крис Марсил | 7 ноября 2005    | 1ALH07      | 10.55               |
| Тед идёт к свахе, однако та заявляет, что Теду не подходит ни одна женщина из её базы данных. Хитростью Тед получает доступ к информации из компьютера свахи и назначает свидание симпатичной девушке. Лили и Маршалл пытаются избавить квартиру от таинственной мерзкой твари. |            |                                                                                           |                |                           |                  |             |                     |
| 8 | 8          | «The Duel» «Дуэль»                                                                        | Памела Фрайман | Глория Кальдерон Келлетт  | 14 ноября 2005   | 1ALH06      | 10.35               |
| Тед говорит Маршаллу, что когда тот женится на Лили, он хочет оставить квартиру, в которой они живут, себе. Маршалл также хочет оставить квартиру себе и они решают поступить «как взрослые», устроив бой на мечах. Победитель остаётся в квартире, побеждённый съезжает. |            |                                                                                           |                |                           |                  |             |                     |
| 9 | 9          | «Belly Full of Turkey» «Полный живот индейки»                                             | Памела Фрайман | Фил Лорд и Крис Миллер    | 21 ноября 2005   | 1ALH09      | 10.29               |
| Робин и Тед решают помочь накормить бездомных на День благодарения и встречают Барни, который оказывается волонтёром и регулярно помогает бездомным. Тем временем, у Маршалла и Лили, поехавших в гости на праздник к семье Маршалла в Миннесоте, дела идут не очень гладко. |            |                                                                                           |                |                           |                  |             |                     |
| 10 | 10         | «The Pineapple Incident» «Случай с ананасом»                                              | Памела Фрайман | Картер Бейз и Крейг Томас | 28 ноября 2005   | 1ALH08      | 12.27               |
| После бурной ночи, Тед просыпается с вывихнутой лодыжкой, сожжённой курткой, неизвестной девушкой в постели и ананасом на столике у кровати. |            |                                                                                           |                |                           |                  |             |                     |
| 11 | 11         | «The Limo» «Лимузин»                                                                      | Памела Фрайман | Сэм Джонсон и Крис Марсил | 19 декабря 2005  | 1ALH10      | 10.36               |
| Чтобы порадовать друзей на Новый год, Тед арендует лимузин, на котором они все вместе отправляются посетить 5 вечеринок за 3 часа до полуночи. |            |                                                                                           |                |                           |                  |             |                     |
| 12 | 12         | «The Wedding» «Свадьба»                                                                   | Памела Фрайман | Кортни Канг               | 9 января 2006    | 1ALH11      | 11.49               |
| Тед приглашает Робин на свадьбу своих знакомых в качестве спутницы. Однако невеста заявляет, что Тед не может никого с собой взять, поскольку не уведомил их заранее. |            |                                                                                           |                |                           |                  |             |                     |
| 13 | 13         | «Drumroll, Please» «Барабанную дробь, пожалуйста»                                         | Памела Фрайман | Глория Кальдерон Келлетт  | 23 января 2006   | 1ALH12      | 10.82               |
| На свадьбе между Тедом и одной девушкой возникает взаимное влечение, однако они не обмениваются телефонами и не называют друг другу своих имён. Теду слишком тяжело отпустить девушку и он пытается её отыскать. |            |                                                                                           |                |                           |                  |             |                     |
| 14 | 14         | «Zip, Zip, Zip» «Застегивание молнии»                                                     | Памела Фрайман | Бренда Сюэ                | 6 февраля 2006   | 1ALH13      | 10.94               |
| Согласившись не торопиться и не заниматься сексом как минимум месяц, Тед и Виктория решают, что ждали достаточно долго. Лили и Маршалл уезжают загород и им кажется, что время выбрано идеально. Однако соседи Теда неожиданно решают остаться дома и им приходится всю ночь прятаться в ванной. Робин тем временем заменяет Барни напарника. |            |                                                                                           |                |                           |                  |             |                     |
| 15 | 15         | «Game Night» «Ночь игр»                                                                   | Памела Фрайман | Крис Харрис               | 27 февраля 2006  | 1ALH14      | 9.82                |
| Друзья случайно узнают про самый неприятный момент в жизни Барни и ему приходится рассказать историю из своего прошлого, про те времена, когда он ещё не носил костюмы. |            |                                                                                           |                |                           |                  |             |                     |
| 16 | 16         | «Cupcake» «Кекс»                                                                          | Памела Фрайман | Мария Феррари             | 6 марта 2006     | 1ALH15      | 10.15               |
| В отношениях Теда и Виктории всё хорошо. Однако Виктория получает предложение об учёбе, о котором она всегда мечтала. Тем временем Лили портит дорогое свадебное платье, а Барни уговаривает Маршалла купить модный и качественный костюм. |            |                                                                                           |                |                           |                  |             |                     |
| 17 | 17         | «Life Among the Gorillas» «Жизнь среди горилл»                                            | Памела Фрайман | Картер Бейз и Крейг Томас | 20 марта 2006    | 1ALH16      | 9.80                |
| Маршалл начинает работать в компании Барни и пытается сделать всё возможное, чтобы его приняли в братство его коллег по работе. Тем не менее, вскоре он понимает, что самое важное оставаться честным с самим собой. Тед тем временем убеждён, что Виктория собирается его бросить. |            |                                                                                           |                |                           |                  |             |                     |
| 18 | 18         | «Nothing Good Happens After 2 A.M.» «Ничего хорошего не происходит после двух часов ночи» | Памела Фрайман | Картер Бейз и Крейг Томас | 10 апреля 2006   | 1ALH17      | 7.65                |
| Убеждённый в том, что Виктория хочет порвать с ним, Тед принимает ночное приглашение Робин. Когда Робин спрашивает у него о его отношениях с Викторией, то Тед отвечает, что между ними всё кончено. Ситуация накаляется и Тед всё больше убеждается в верности его теории, что «ничего хорошего не происходит после двух ночи». В то же самое время Барни пытается убедить Лили и Маршалла, что всё самое лучшее происходит именно после двух часов ночи. |            |                                                                                           |                |                           |                  |             |                     |
| 19 | 19         | «Mary the Paralegal» «Помощник юриста Мэри»                                               | Памела Фрайман | Крис Харрис               | 24 апреля 2006   | 1ALH18      | 7.60                |
| Все приглашены на банкет по поводу вручения Робин премии новостей. Барни устраивает Теду «горячее» свидание. |            |                                                                                           |                |                           |                  |             |                     |
| 20 | 20         | «Best Prom Ever» «Самый лучший выпускной»                                                 | Памела Фрайман | Айра Ангерлидер           | 1 мая 2006       | 1ALH19      | 7.24                |
| Маршалл и Лили назначили дату свадьбы. Чтобы послушать музыкальную группу, которую возможно пригласят играть на свадьбе, все пятеро решают пробраться на школьный выпускной бал. |            |                                                                                           |                |                           |                  |             |                     |
| 21 | 21         | «Milk» «Молоко»                                                                           | Памела Фрайман | Картер Бейз и Крейг Томас | 8 мая 2006       | 1ALH20      | 8.07                |
| Брачное агентство подбирает для Теда идеальную девушку, после чего Тед назначает ей свидание. Маршалл помогает Барни одолеть парня-шутника из соседнего офиса. Лили сомневается насчёт её свадьбы с Маршаллом. |            |                                                                                           |                |                           |                  |             |                     |
| 22 | 22         | «Come On» «Ну же»                                                                         | Памела Фрайман | Картер Бейз и Крейг Томас | 15 мая 2006      | 1ALH21      | 8.64                |
| Пытаясь завоевать сердце Робин, Тед идёт на различные ухищрения и даже пытается вызвать дождь с помощью древнего танца. Маршалл узнаёт, что Лили поступила в школу искусств в Сан-Франциско. |            |                                                                                           |                |                           |                  |             |                     |

### Сезон 2 (2006—2007)
| № общий | № в сезоне | Название                                               | Режиссёр       | Автор сценария            | Дата премьеры    | Произв. код | Зрители в США (млн) |
| --- | ---------- | ------------------------------------------------------ | -------------- | ------------------------- | ---------------- | ----------- | ------------------- |
| 23 | 1          | «Where Were We?» «На чём мы остановились?»             | Памела Фрайман | Картер Бейз и Крейг Томас | 18 сентября 2006 | 2ALH01      | 10.48               |
| Тед и Робин начинают встречаться. Ребята пытаются помочь Маршаллу забыть Лили. Барни берёт его в стриптиз-клуб, а Тед на бейсбол. Маршалл находит кредитную карту, которая приводит его к отелю, где живёт Лили.                                                 |            |                                                        |                |                           |                  |             |                     |
| 24 | 2          | «The Scorpion and the Toad» «Скорпион и жаба»          | Роб Гринберг   | Крис Харрис               | 25 сентября 2006 | 2ALH02      | 9.14                |
| Барни учит Маршалла, как знакомиться с женщинами. Лили возвращается в город из своей поездки в Сан-Франциско. Тед, помогая Лили найти новую квартиру, выслушивает её историю об удивительном лете, проведённом в Сан-Франциско.                                  |            |                                                        |                |                           |                  |             |                     |
| 25 | 3          | «Brunch» «Завтрак»                                     | Памела Фрайман | Стивен Ллойд              | 2 октября 2006   | 2ALH03      | 9.32                |
| Тед с друзьями проводит выходные вместе с его родителями. Тед шокирован, узнав семейную тайну, которая изменила их семью навсегда. Лили и Маршалл с трудом себя сдерживают, будучи вынужденными проводить время вместе.                                          |            |                                                        |                |                           |                  |             |                     |
| 26 | 4          | «Ted Mosby, Architect» «Тед Мосби: Архитектор»         | Памела Фрайман | Кристин Ньюман            | 9 октября 2006   | 2ALH04      | 9.09                |
| После того, как Робин внушила Теду, что его работа скучна, Барни пытается убедить его в обратном. Барни и Тед проверяют способ знакомства с девушками «Тед Мосби: архитектор» и понимают, что способ действительно работает.                                     |            |                                                        |                |                           |                  |             |                     |
| 27 | 5          | «World's Greatest Couple» «Самая лучшая в мире пара»   | Памела Фрайман | Бренда Сюэ                | 16 октября 2006  | 2ALH06      | 9.05                |
| Испытывая проблемы с жильём, Лили временно переезжает в квартиру Барни. Маршалл тем временем пытается найти себе компанию для похода на концерты и в рестораны.                                                                                                  |            |                                                        |                |                           |                  |             |                     |
| 28 | 6          | «Aldrin Justice» «Правосудие Олдрин»                   | Памела Фрайман | Джейми Ронхаймер          | 23 октября 2006  | 2ALH05      | 9.59                |
| Лили устраивается на работу в компанию к Теду и пытается перевоспитать своего нового начальника. Барни весьма необычным способом решает помочь Маршаллу сдать экзамен.                                                                                           |            |                                                        |                |                           |                  |             |                     |
| 29 | 7          | «Swarley» «Сварли»                                     | Памела Фрайман | Грег Малинс               | 6 ноября 2006    | 2ALH07      | 8.22                |
| Маршалл начинает встречаться с девушкой, но Тед и Барни говорят ему избавиться от неё потому, что у неё «безумный взгляд». |            |                                                        |                |                           |                  |             |                     |
| 30 | 8          | «Atlantic City» «Атлантик-сити»                        | Памела Фрайман | Мария Феррари             | 13 ноября 2006   | 2ALH08      | 9.33                |
| Лили и Маршалл снова вместе и решают немедленно поехать в Атлантик-сити и пожениться. |            |                                                        |                |                           |                  |             |                     |
| 31 | 9          | «Slap Bet» «Спор на пощёчины»                          | Памела Фрайман | Кортни Канг               | 20 ноября 2006   | 2ALH09      | 8.85                |
| Барни раскрывает тайну прошлого Робин — истинную причину её отвращения к торговым центрам. |            |                                                        |                |                           |                  |             |                     |
| 32 | 10         | «Single Stamina» «Жизненная сила холостяка»            | Памела Фрайман | Кристин Ньюман            | 27 ноября 2006   | 2ALH10      | 9.85                |
| К Барни приезжает его чернокожий брат Джеймс. Робин, единственная из всей пятёрки, кто ещё ни разу не встречал Джеймса, очень удивлена. Однако у Джеймса есть для Барни новость, которая тому не понравится.                                                     |            |                                                        |                |                           |                  |             |                     |
| 33 | 11         | «How Lily Stole Christmas» «Как Лили украла Рождество» | Памела Фрайман | Бренда Сюэ                | 11 декабря 2006  | 2ALH12      | 8.81                |
| Лили случайно узнаёт, что во время её разрыва с Маршаллом, Тед грубо отзывался о ней. В отместку за это Лили забирает все рождественские украшения из квартиры Теда и Маршалла. Тед должен спасти празднование Рождества, которое им было поставлено под угрозу. |            |                                                        |                |                           |                  |             |                     |
| 34 | 12         | «First Time in New York» «Первый раз в Нью-Йорке»      | Памела Фрайман | Глория Кальдерон Келлетт  | 8 января 2007    | 2ALH11      | 8.37                |
| Робин хочет сказать Теду, что любит его, но никак не может собраться с силами. К Робин приезжает младшая сестра Кейти со своим парнем. |            |                                                        |                |                           |                  |             |                     |
| 35 | 13         | «Columns» «Колонны»                                    | Роб Гринберг   | Мэтт Кан                  | 22 января 2007   | 2ALH14      | 9.42                |
| Тед решает уволить своего бывшего начальника, который не так давно стал его подчинённым. Однако оказывается, что сделать это не так уж и просто. Барни тем временем пытается уговорить Лили написать его портрет в стиле ню.                                     |            |                                                        |                |                           |                  |             |                     |
| 36 | 14         | «Monday Night Football» «Футбол в понедельник вечером» | Rob Greenberg  | Картер Бейз и Крейг Томас | 5 февраля 2007   | 2ALH13      | 10.61               |
| Вся компания друзей планирует посмотреть «Супер Кубок», однако их приглашают на похороны в тот же вечер. Ребята решают записать матч и постараться не узнать счёт до просмотра.                                                                                  |            |                                                        |                |                           |                  |             |                     |
| 37 | 15         | «Lucky Penny» «Счастливый пенни»                       | Памела Фрайман | Джейми Ронхаймер          | 12 февраля 2007  | 2ALH15      | 9.68                |
| Тед находит «счастливый» пенни. И несмотря на то, что неудачи начинают преследовать Теда, это возможно самое лучшее, что случалось в его жизни. |            |                                                        |                |                           |                  |             |                     |
| 38 | 16         | «Stuff» «Вещи»                                         | Памела Фрайман | Кортни Канг               | 19 февраля 2007  | 2ALH16      | 8.95                |
| Робин неожиданно выясняет, что основная часть вещей в квартире Теда — это подарки его бывших девушек. Робин требует, чтобы Тед избавился от всех этих вещей. Лили участвует в представлении.                                                                     |            |                                                        |                |                           |                  |             |                     |
| 39 | 17         | «Arrivederci, Fiero» «Аривидерчи, Фиеро»               | Памела Фрайман | Крис Харрис               | 26 февраля 2007  | 2ALH17      | 9.33                |
| Автомобиль Маршалла — Pontiac Fiero — окончательно выходит из строя незадолго до отметки в 200 тысяч миль, что приводит у друзей к наплыву воспоминаний об историях, связанных с этой машиной.                                                                   |            |                                                        |                |                           |                  |             |                     |
| 40 | 18         | «Moving Day» «День переезда»                           | Памела Фрайман | Мария Феррари             | 19 марта 2007    | 2ALH18      | 7.27                |
| Тед переезжает жить к Робин. Барни, пытаясь помешать ему, угоняет грузовик со всеми вещами Теда. |            |                                                        |                |                           |                  |             |                     |
| 41 | 19         | «Bachelor Party» «Мальчишник»                          | Памела Фрайман | Картер Бейз и Крейг Томас | 9 апреля 2007    | 2ALH19      | 9.90                |
| Барни портит мальчишник Маршаллу. После этого Маршалл начинает сомневаться стоит ли вообще приглашать Барни на свадьбу. Но Лили рассказывает историю о Барни, которая убеждает Маршалла сделать Барни шафером на его свадьбе.                                    |            |                                                        |                |                           |                  |             |                     |
| 42 | 20         | «Showdown» «Поединок»                                  | Памела Фрайман | Глория Кальдерон Келлетт  | 30 апреля 2007   | 2ALH20      | 7.24                |
| Барни побеждает в телевизионном шоу, что дало ему возможность выполнить одно из его давних желаний: встретить Боба Баркера. Остальные тем временем готовятся к свадьбе Лили и Маршалла.                                                                          |            |                                                        |                |                           |                  |             |                     |
| 43 | 21         | «Something Borrowed» «Кое-что позаимствованное»        | Памела Фрайман | Грег Малинс               | 7 мая 2007       | 2ALH21      | 7.69                |
| Наступил день свадьбы Маршалла и Лили, но всё идёт совсем не так как было запланировано. |            |                                                        |                |                           |                  |             |                     |
| 44 | 22         | «Something Blue» «Кое-что синее»                       | Памела Фрайман | Картер Бейз и Крейг Томас | 14 мая 2007      | 2ALH22      | 9.90                |
| Барни на свадьбе Лили и Маршалла случайно выясняет, что у Теда и Робин есть тайна. |            |                                                        |                |                           |                  |             |                     |

### Сезон 3 (2007—2008)
| № общий | № в сезоне | Название                                                           | Режиссёр       | Автор сценария                         | Дата премьеры    | Произв. код | Зрители в США (млн) |
| --- | ---------- | ------------------------------------------------------------------ | -------------- | -------------------------------------- | ---------------- | ----------- | ------------------- |
| 45 | 1          | «Wait for It» «Дождись этого»                                      | Памела Фрайман | Картер Бейз и Крейг Томас              | 24 сентября 2007 | 3ALH01      | 8.12                |
| После того, как Робин возвращается из Аргентины с новым бойфрендом, Тед решает пойти с Барни на вечеринку, чтобы попытаться забыть Робин. В этой серии участвуют приглашённые звёзды: Мэнди Мур и Энрике Иглесиас.                                        |            |                                                                    |                |                                        |                  |             |                     |
| 46 | 2          | «We're Not from Here» «Мы не местные»                              | Памела Фрайман | Крис Харрис                            | 1 октября 2007   | 3ALH02      | 7.88                |
| Тед и Барни пытаются выдать себя за приезжих, чтобы познакомиться с девушками. Робин пытается устроить свои отношения с Гаэлем. |            |                                                                    |                |                                        |                  |             |                     |
| 47 | 3          | «Third Wheel» «Трёхколесный велосипед»                             | Памела Фрайман | Дэвид Хемингсон                        | 8 октября 2007   | 3ALH04      | 7.96                |
| Тед встречает свою старую знакомую и её подругу. Обе девушки не против провести интересный вечер у Теда дома. Тед претендует на чемпионский пояс за поездку на "трёхколесном велосипеде". Робин пытается выйти из затруднительного положения на свидании. |            |                                                                    |                |                                        |                  |             |                     |
| 48 | 4          | «Little Boys» «Маленькие мальчики»                                 | Роб Гринберг   | Кортни Канг                            | 15 октября 2007  | 3ALH03      | 7.71                |
| Робин начинает встречаться с одиноким отцом и, к её удивлению, ей удаётся подружиться с его сыном. Это начинает беспокоить Робин, что отношения становятся слишком серьёзными. Тед и Барни соревнуются кто из них больше «в игре».                        |            |                                                                    |                |                                        |                  |             |                     |
| 49 | 5          | «How I Met Everyone Else» «Как я познакомился со всеми остальными» | Памела Фрайман | Глория Кальдерон Келлетт               | 22 октября 2007  | 3ALH05      | 8.50                |
| Новая подруга Теда начинает переживать, что их история знакомства не так интересна, как истории знакомства Теда с его друзьями, что серьёзно изменяет её позицию на фирменном «графике безумия» Барни.                                                    |            |                                                                    |                |                                        |                  |             |                     |
| 50 | 6          | «I'm Not That Guy» «Я не тот парень»                               | Памела Фрайман | Джонатан Грофф                         | 29 октября 2007  | 3ALH07      | 8.55                |
| Чтобы нанять Маршалла на работу, CEO юридической компании пытается склонить Маршалла отказаться от его давней мечты защищать дикую природу. Барни находит порно с актёром, взявшим псевдоним «Тед Мосби».                                                 |            |                                                                    |                |                                        |                  |             |                     |
| 51 | 7          | «Dowisetrepla» «Dowisetrepla»                                      | Памела Фрайман | Бренда Сюэ                             | 5 ноября 2007    | 3ALH06      | 8.77                |
| Лили и Маршалл принимают безответственное решение купить квартиру в районе «Dowisetrepla». |            |                                                                    |                |                                        |                  |             |                     |
| 52 | 8          | «Spoiler Alert» «Предупреждение о спойлерах»                       | Памела Фрайман | Стивен Ллойд                           | 12 ноября 2007   | 3ALH08      | 8.58                |
| Друзья развеивают иллюзии Теда насчёт его новой девушки. |            |                                                                    |                |                                        |                  |             |                     |
| 53 | 9          | «Slapsgiving» «День пощёчедавания»                                 | Памела Фрайман | Мэтт Кан                               | 19 ноября 2007   | 3ALH09      | 8.06                |
| Маршалл и Лили готовятся к своему первому дню благодарения в качестве супружеской пары. Маршалл запустил обратный отсчёт до следующей пощёчины Барни. |            |                                                                    |                |                                        |                  |             |                     |
| 54 | 10         | «The Yips» «Мандраж»                                               | Памела Фрайман | Джейми Ронхаймер                       | 26 ноября 2007   | 3ALH10      | 7.91                |
| После того, как все пятеро друзей пошли в спортзал, Барни неожиданно встречает там Ронду — женщину, с которой он потерял девственность. Барни, выяснив, что его первый раз был очень плохим, теряет своё умение знакомиться с девушками.                  |            |                                                                    |                |                                        |                  |             |                     |
| 55 | 11         | «The Platinum Rule» «Платиновое правило»                           | Памела Фрайман | Картер Бейз и Крейг Томас              | 10 декабря 2007  | 3ALH11      | 8.49                |
| Друзья пытаются отговорить Теда идти на свидание со своим доктором, приводя в пример собственный неудачный опыт. |            |                                                                    |                |                                        |                  |             |                     |
| 56 | 12         | «No Tomorrow» «Завтра не наступит»                                 | Памела Фрайман | Картер Бейз и Крейг Томас              | 17 марта 2008    | 3ALH12      | 9.73                |
| Барни и Тед отмечают День Святого Патрика в ночном клубе. Маршалл и Робин, тем временем, обнаруживают серьёзный изъян в новой квартире Маршалла и Лили.                                                                                                   |            |                                                                    |                |                                        |                  |             |                     |
| 57 | 13         | «Ten Sessions» «Десять сеансов»                                    | Памела Фрайман | Крис Харрис, Картер Бейз и Крейг Томас | 24 марта 2008    | 3ALH14      | 10.67               |
| После того как доктор Теда Стелла многократно отказала ему в свидании, Тед решил действовать через её помощницу Эбби. Приглашённая звезда: Бритни Спирс.                                                                                                  |            |                                                                    |                |                                        |                  |             |                     |
| 58 | 14         | «The Bracket» «Список»                                             | Памела Фрайман | Джо Келли                              | 31 марта 2008    | 3ALH13      | 9.50                |
| Барни начинает преследовать какая-то девушка, мешающая ему знакомиться с другими девушками. Пытаясь вычислить таинственную незнакомку, Барни составляет список подозреваемых.                                                                             |            |                                                                    |                |                                        |                  |             |                     |
| 59 | 15         | «The Chain of Screaming» «Кричащая цепь»                           | Памела Фрайман | Картер Бейз и Крейг Томас              | 14 апреля 2008   | 3ALH15      | 7.99                |
| Маршалл заплакал, когда на работе босс решил его отчитать. После этого каждый даёт Маршаллу советы, как ему решить проблему с боссом. |            |                                                                    |                |                                        |                  |             |                     |
| 60 | 16         | «Sandcastles in the Sand» «Песчаные замки на песке»                | Памела Фрайман | Кортни Канг                            | 21 апреля 2008   | 3ALH16      | 8.45                |
| У Робин снова вспыхивают чувства к своему бывшему парню после того, как она с ним встретилась спустя много лет. Однако он снова разбивает ей сердце. |            |                                                                    |                |                                        |                  |             |                     |
| 61 | 17         | «The Goat» «Коза»                                                  | Памела Фрайман | Стивен Ллойд                           | 28 апреля 2008   | 3ALH17      | 8.84                |
| Барни переспал с Робин и нанимает Маршалла в качестве адвоката, чтобы найти лазейку в «Кодексе Братана» и остаться другом Теда. |            |                                                                    |                |                                        |                  |             |                     |
| 62 | 18         | «Rebound Bro» «Разочарованный братан»                              | Памела Фрайман | Джейми Ронхаймер                       | 5 мая 2008       | 3ALH18      | 8.36                |
| Стелла наконец готова сблизиться с Тедом. Барни пытается отыскать замену «братану» и останавливает выбор на своём коллеге Рэнди. |            |                                                                    |                |                                        |                  |             |                     |
| 63 | 19         | «Everything Must Go» «Всё должно уйти»                             | Памела Фрайман | Джонатан Грофф и Крис Харрис           | 12 мая 2008      | 3ALH19      | 8.93                |
| Барни и Эби выясняют, что они оба ненавидят Теда. Они решают притвориться парой и демонстрировать своё «счастье» перед ним в баре. Лили и Маршалл пытаются отыскать деньги на ремонт квартиры.                                                            |            |                                                                    |                |                                        |                  |             |                     |
| 64 | 20         | «Miracles» «Чудеса»                                                | Памела Фрайман | Картер Бейз и Крейг Томас              | 19 мая 2008      | 3ALH20      | 7.99                |
| Тед попадает в автомобильную аварию, что заставляет его переосмыслить свою жизнь. |            |                                                                    |                |                                        |                  |             |                     |

### Сезон 4 (2008—2009)
| № общий | № в сезоне | Название                                                   | Режиссёр       | Автор сценария                | Дата премьеры    | Произв. код | Зрители в США (млн) |
| --- | ---------- | ---------------------------------------------------------- | -------------- | ----------------------------- | ---------------- | ----------- | ------------------- |
| 65 | 1          | «Do I Know You?» «Я тебя знаю?»                            | Памела Фрайман | Картер Бэйс и Крейг Томас     | 22 сентября 2008 | 4ALH01      | 9.79                |
| Стелла наконец отвечает на предложение Теда. Барни начинает подозревать, что влюблён в Робин. |            |                                                            |                |                               |                  |             |                     |
| 66 | 2          | «The Best Burger in New York» «Лучший бургер в Нью-Йорке»  | Памела Фрайман | Картер Бейз и Крейг Томас     | 29 сентября 2008 | 4ALH02      | 8.72                |
| Друзья пытаются найти закусочную, в которой Маршалл когда-то попробовал лучший бургер в своей жизни. |            |                                                            |                |                               |                  |             |                     |
| 67 | 3          | «I Heart NJ» «Я ненавижу Нью-Джерси»                       | Памела Фрайман | Грег Малинс                   | 6 октября 2008   | 4ALH04      | 8.97                |
| Тед шокирован, когда узнаёт, что Стелла не собирается переезжать к нему в Нью-Йорк после свадьбы, а напротив ждёт, что он переедет в Нью-Джерси. |            |                                                            |                |                               |                  |             |                     |
| 68 | 4          | «Intervention» «Интервенция»                               | Майкл Ши       | Стивен Ллойд                  | 13 октября 2008  | 4ALH03      | 9.25                |
| Тед узнаёт, что его друзья изначально были против его свадьбы со Стеллой. |            |                                                            |                |                               |                  |             |                     |
| 69 | 5          | «Shelter Island» «Шелтер-Айленд»                           | Памела Фрайман | Крис Харрис                   | 20 октября 2008  | 4ALH05      | 9.45                |
| Тед и Стелла принимают решение пожениться в течение трёх дней. Однако, когда назначенный день наступает, всё идёт совсем не так, как они предполагали. |            |                                                            |                |                               |                  |             |                     |
| 70 | 6          | «Happily Ever After» «И жили они долго и счастливо»        | Памела Фрайман | Джейми Ронхаймер              | 3 ноября 2008    | 4ALH06      | 9.40                |
| Тед безуспешно пытается делать вид, что его не беспокоит расставание со Стеллой. Когда остальные друзья это замечают, то начинают давать советы как бы они поступили на его месте. |            |                                                            |                |                               |                  |             |                     |
| 71 | 7          | «Not a Father's Day» «День не-отца»                        | Памела Фрайман | Робиа Рашид                   | 10 ноября 2008   | 4ALH07      | 9.79                |
| Маршалл и Лили решают завести ребёнка, но Лили начинает сомневаться. Барни придумывает новый праздник — «день не-отца». |            |                                                            |                |                               |                  |             |                     |
| 72 | 8          | «Woooo!» «Вууу!»                                           | Памела Фрайман | Картер Бейз и Крейг Томас     | 17 ноября 2008   | 4ALH09      | 9.99                |
| Робин присоединяется к группе одиноких девушек. Барни предлагает Теду поучаствовать в создании нового здания штаб-квартиры его банка. |            |                                                            |                |                               |                  |             |                     |
| 73 | 9          | «The Naked Man» «Голый мужик»                              | Памела Фрайман | Джо Келли                     | 24 ноября 2008   | 4ALH08      | 10.04               |
| Вернувшись в свою квартиру, Тед обнаруживает там голого мужчину, с которым Робин ходила на свидание. Так друзья узнают о новом способе соблазнения девушек. Тед и Барни решают незамедлительно его проверить.                                                                                  |            |                                                            |                |                               |                  |             |                     |
| 74 | 10         | «The Fight» «Драка»                                        | Памела Фрайман | Тереза Маллиган Розенталь     | 8 декабря 2008   | 4ALH10      | 10.49               |
| Тед и Барни решают драться с парнями, занявшими их любимый столик, чтобы впечатлить Робин. |            |                                                            |                |                               |                  |             |                     |
| 75 | 11         | «Little Minnesota» «Маленькая Миннесота»                   | Памела Фрайман | Чак Татам                     | 15 декабря 2008  | 4ALH12      | 11.44               |
| К Теду приезжает его младшая сестра. Маршалл показывает Робин тематический бар. |            |                                                            |                |                               |                  |             |                     |
| 76 | 12         | «Benefits» «Выгоды»                                        | Памела Фрайман | Кортни Канг                   | 12 января 2009   | 4ALH11      | 11.76               |
| Тед и Робин начинают заниматься сексом друг с другом, чтобы перестать ссориться. Барни пытается решить их проблемы и добиться того, чтобы они перестали спать друг с другом. |            |                                                            |                |                               |                  |             |                     |
| 77 | 13         | «Three Days of Snow» «Трёхдневный снегопад»                | Памела Фрайман | Мэтт Кан                      | 19 января 2009   | 4ALH13      | 10.69               |
| Лили должна прилететь из Сиэтла, и Маршалл не может решить, нужно ли встречать её в аэропорту или нет. Барни и Тед получают уникальную возможность немного поуправлять в баре «Макларенс». |            |                                                            |                |                               |                  |             |                     |
| 78 | 14         | «The Possimpible» «Вознеможное»                            | Памела Фрайман | Джонатан Грофф                | 2 февраля 2009   | 4ALH14      | 10.30               |
| Власти уведомляют Робин, что она обязана найти работу в течение ближайших семи дней, иначе она будет депортирована в Канаду. Робин решается на помощь Барни в составлении нового резюме. |            |                                                            |                |                               |                  |             |                     |
| 79 | 15         | «The Stinsons» «Стинсоны»                                  | Памела Фрайман | Картер Бейз и Крейг Томас     | 2 марта 2009     | 4ALH15      | 11.08               |
| Друзья знакомятся с мамой Барни. Также они случайно узнают, что Барни женат и у него есть сын. |            |                                                            |                |                               |                  |             |                     |
| 80 | 16         | «Sorry, Bro» «Прости, братан»                              | Памела Фрайман | Крейг Джерерд и Мэттью Цинман | 9 марта 2009     | 4ALH16      | 8.51                |
| Когда Маршалл и Лили узнают, что к Теду приехала его бывшая девушка, с которой он встречался во время учёбы в колледже и которую они сильно ненавидят, они пытаются уговорить Теда не встречаться и не общаться с ней больше.                                                                  |            |                                                            |                |                               |                  |             |                     |
| 81 | 17         | «The Front Porch» «Веранда»                                | Роб Гринберг   | Крис Харрис                   | 16 марта 2009    | 4ALH17      | 9.29                |
| Карен находит в постели женскую серёжку и расстаётся с Тедом. Тед случайно выясняет, что серёжка в постели — дело рук Лили. Также выясняется, что она не первый раз вмешивается в личную жизнь Теда.                                                                                           |            |                                                            |                |                               |                  |             |                     |
| 82 | 18         | «Old King Clancy» «Старый Король Кленси»                   | Памела Фрайман | Джейми Ронхаймер              | 23 марта 2009    | 4ALH19      | 7.36                |
| Тед случайно узнаёт, что проект постройки нового здания штаб-квартиры банка «Голиаф» отменён месяц назад, а Маршалл и Барни весь месяц инсценировали работу по проекту. |            |                                                            |                |                               |                  |             |                     |
| 83 | 19         | «Murtaugh» «Список Муртау»                                 | Памела Фрайман | Джо Келли                     | 30 марта 2009    | 4ALH18      | 9.20                |
| Барни спорит с Тедом, что сможет за сутки выполнить все пункты из списка дел, для которых Тед считает себя слишком старым. |            |                                                            |                |                               |                  |             |                     |
| 84 | 20         | «Mosbius Designs» «Мосбиус Дизайнс»                        | Памела Фрайман | Кортни Канг                   | 13 апреля 2009   | 4ALH20      | 9.56                |
| Когда Тед теряет свою работу, он решает открыть своё собственное архитектурное бюро. Он нанимает себе помощника, который сходится с Робин, что начинает мешать работе. Лили перестает разговаривать с Барни из-за его пошлых шуток, а Маршалл пытается найти себе фишку, чтобы его не уволили. |            |                                                            |                |                               |                  |             |                     |
| 85 | 21         | «The Three Days Rule» «Правило трёх дней»                  | Памела Фрайман | Грег Малинс                   | 27 апреля 2009   | 4ALH22      | 8.87                |
| Когда Тед ставит под сомнение правило о том, что девушке после знакомства можно звонить не ранее, чем через три дня, Барни и Маршалл решают подшутить над Тедом и начинают с ним переписку по SMS, выдавая себя за девушку.                                                                    |            |                                                            |                |                               |                  |             |                     |
| 86 | 22         | «Right Place, Right Time» «В нужном месте, в нужное время» | Памела Фрайман | Стивен Ллойд                  | 4 мая 2009       | 4ALH21      | 8.89                |
| Тед повествует о том, как важно порой оказаться в нужном месте в нужное время. Барни встречается с юбилейной двухсотой девушкой. |            |                                                            |                |                               |                  |             |                     |
| 87 | 23         | «As Fast as She Can» «Так быстро, как она только может»    | Памела Фрайман | Картер Бейз и Крейг Томас     | 11 мая 2009      | 4ALH23      | 8.70                |
| Тони, жених Стеллы, хочет оказать помощь Теду, чтобы сгладить тот факт, что Стелла «разрушила его жизнь». Барни пытается доказать, что может уйти от штрафа за превышение скорости. |            |                                                            |                |                               |                  |             |                     |
| 88 | 24         | «The Leap» «Прыжок»                                        | Памела Фрайман | Картер Бейз и Крейг Томас     | 18 мая 2009      | 4ALH24      | 8.73                |
| Тед пытается спасти свою фирму, работая круглые сутки. Маршалл пытается затащить его на крышу, где друзья устроили ему сюрприз-вечеринку в честь дня рождения. |            |                                                            |                |                               |                  |             |                     |

### Сезон 5 (2009—2010)
| № общий | № в сезоне | Название                                                                    | Режиссёр          | Автор сценария                | Дата премьеры    | Произв. код | Зрители в США (млн) |
| --- | ---------- | --------------------------------------------------------------------------- | ----------------- | ----------------------------- | ---------------- | ----------- | ------------------- |
| 89 | 1          | «Definitions» «Определения»                                                 | Памела Фрайман    | Картер Бэйс и Крейг Томас     | 21 сентября 2009 | 5ALH01      | 9.09                |
| У Теда первый рабочий день на должности профессора архитектуры. Лили пытается заставить Барни и Робин поговорить об их отношениях. |            |                                                                             |                   |                               |                  |             |                     |
| 90 | 2          | «Double Date» «Двойное свидание»                                            | Памела Фрайман    | Мэтт Кан                      | 28 сентября 2009 | 5ALH02      | 8.73                |
| Тед идёт на свидание вслепую, во время которого вспоминает, что он уже однажды ходил с ней на свидание много лет назад. Барни и Маршалл идут в стрип-клуб, где находят стриптизёршу внешне очень похожую на Лили.                                            |            |                                                                             |                   |                               |                  |             |                     |
| 91 | 3          | «Robin 101» «Робин для чайников»                                            | Памела Фрайман    | Картер Бейз и Крейг Томас     | 5 октября 2009   | 5ALH03      | 8.23                |
| Чтобы не потерять Робин, Барни решает стать для неё идеальным бойфрендом. Для этого он соглашается на предложение Теда прослушать курс лекций, посвящённых Робин.                                                                                            |            |                                                                             |                   |                               |                  |             |                     |
| 92 | 4          | «The Sexless Innkeeper» «Бесполый трактирщик»                               | Памела Фрайман    | Кортни Канг                   | 12 октября 2009  | 5ALH04      | 8.56                |
| Маршалл и Лили пытаются устроить двойное свидание с Робин и Барни. Тед вживается в новый образ и девушки начинают с ним знакомиться только для того, чтобы переночевать.                                                                                     |            |                                                                             |                   |                               |                  |             |                     |
| 93 | 5          | «Duel Citizenship» «Двойное гражданство»                                    | Памела Фрайман    | Чак Татам                     | 19 октября 2009  | 5ALH05      | 8.07                |
| Тед и Маршалл отправляются на машине в Чикаго, чтобы посетить любимую пиццерию и вспомнить былые холостяцкие годы. Однако Маршалл берёт с собой Лили. Барни пытается подготовить Робин к экзамену на получение американского гражданства.                    |            |                                                                             |                   |                               |                  |             |                     |
| 94 | 6          | «Bagpipes» «Волынки»                                                        | Памела Фрайман    | Робиа Рашид                   | 2 ноября 2009    | 5ALH06      | 8.82                |
| В квартиру над Тедом и Робин въезжают новые достаточно шумные соседи. Барни считает, что его пара с Робин самая лучшая. |            |                                                                             |                   |                               |                  |             |                     |
| 95 | 7          | «The Rough Patch» «Чёрная полоса»                                           | Памела Фрайман    | Крис Харрис                   | 9 ноября 2009    | 5ALH07      | 8.82                |
| Маршалл и Тед уговаривают Барни расстаться с Робин для его же собственного блага. |            |                                                                             |                   |                               |                  |             |                     |
| 96 | 8          | «The Playbook» «Книга правил съёма»                                         | Памела Фрайман    | Картер Бейз и Крейг Томас     | 16 ноября 2009   | 5ALH08      | 8.44                |
| После расставания с Робин Барни возвращается к своей обычной практике знакомства с девушками и показывает друзьям книгу, в которой он собрал описания самых лучших способов и трюков для знакомства с девушками.                                             |            |                                                                             |                   |                               |                  |             |                     |
| 97 | 9          | «Slapsgiving 2: Revenge of the Slap» «День Пощёчедавания 2: Месть пощёчины» | Памела Фрайман    | Джейми Ронхаймер              | 23 ноября 2009   | 5ALH09      | 8.75                |
| Друзья отмечают День Благодарения с отцом Лили, с которым она не разговаривала уже три года. Маршалл в благодарность Теду и Робин за найденную ими индейку передаёт им право на четвёртую пощёчину для Барни.                                                |            |                                                                             |                   |                               |                  |             |                     |
| 98 | 10         | «The Window» «Окно»                                                         | Памела Фрайман    | Джо Келли                     | 7 декабря 2009   | 5ALH11      | 8.79                |
| Мэгги, бывшая соседка, с которой Тед уже много лет хочет встречаться, неожиданно расстаётся со своим парнем, давая тем самым Теду шанс. Барни пытается закадрить девушку, надев старый комбинезон Маршала.                                                   |            |                                                                             |                   |                               |                  |             |                     |
| 99 | 11         | «Last Cigarette Ever» «Самая последняя сигарета»                            | Памела Фрайман    | Тереза Маллиган Розенталь     | 14 декабря 2009  | 5ALH10      | 9.65                |
| Маршалл опять начинает курить и идёт на крышу сделать перекур вместе с Робин, Тедом, Барни и Лили. |            |                                                                             |                   |                               |                  |             |                     |
| 100 | 12         | «Girls Versus Suits» «Девушки против костюмов»                              | Памела Фрайман    | Картер Бейз и Крейг Томас     | 11 января 2010   | 5ALH12      | 9.78                |
| Тед знакомится с девушкой по имени Синди, которая оказывается соседкой его будущей жены. Барни пытается познакомиться с новой девушкой-барменом, которая пришла работать в их любимый бар «Макларенс».                                                       |            |                                                                             |                   |                               |                  |             |                     |
| 101 | 13         | «Jenkins» «Дженкинс»                                                        | Нил Патрик Харрис | Грег Малинс                   | 18 января 2010   | 5ALH13      | 10.52               |
| У Маршалла на работе появляется новая коллега по имени Дженкинс. Маршалла сильно задевает тот факт, Лили его совершенно не ревнует к Дженкинс. Тед играет в игру на выпивание со своими студентами во время просмотра шоу Робин.                             |            |                                                                             |                   |                               |                  |             |                     |
| 102 | 14         | «Perfect Week» «Идеальная неделя»                                           | Памела Фрайман    | Крейг Джерерд и Мэттью Цинман | 1 февраля 2010   | 5ALH14      | 9.28                |
| Барни стремится к новому достижению — идеальной неделе: в течение недели, каждый день новая девушка, семь дней подряд без единого отказа. |            |                                                                             |                   |                               |                  |             |                     |
| 103 | 15         | «Rabbit or Duck» «Кролик или утка»                                          | Памела Фрайман    | Картер Бейз и Крейг Томас     | 8 февраля 2010   | 5ALH15      | 10.00               |
| Барни демонстрирует плакат со своим номером телефона на матче Суперкубка и его случайно показывают по телевизору. Барни начинают постоянно названивать девушки со всего города. Дон, коллега по работе Робин, приглашает её отметить День Святого Валентина. |            |                                                                             |                   |                               |                  |             |                     |
| 104 | 16         | «Hooked» «На крючке»                                                        | Памела Фрайман    | Кортни Канг                   | 1 марта 2010     | 5ALH16      | 10.37               |
| Когда красивая девушка «сажает на крючок» Теда (держит его в качестве запасного варианта), друзья начинают вспоминать и обсуждать собственный опыт «подсаживания на крючок».                                                                                 |            |                                                                             |                   |                               |                  |             |                     |
| 105 | 17         | «Of Course» «Конечно»                                                       | Памела Фрайман    | Мэтт Кан                      | 8 марта 2010     | 5ALH18      | 10.06               |
| Робин переживает разрыв с Барни и просит девушку Аниту — автора книги о том, как поступать в подобных случаях — помочь ей. |            |                                                                             |                   |                               |                  |             |                     |
| 106 | 18         | «Say Cheese» «Улыбочку»                                                     | Памела Фрайман    | Робиа Рашид                   | 22 марта 2010    | 5ALH17      | 8.37                |
| Лили отмечает свой день рождения. Однако Тед портит празднование, пригласив на него малознакомую девушку Аманду. |            |                                                                             |                   |                               |                  |             |                     |
| 107 | 19         | «Zoo or False» «Правда или жжошь»                                           | Памела Фрайман    | Стивен Ллойд                  | 12 апреля 2010   | 5ALH22      | 6.88                |
| Маршалл рассказывает историю о том, как его ограбили, после чего Лили принимает решение купить оружие для самозащиты. Маршалл пытается найти способ отговорить её делать это.                                                                                |            |                                                                             |                   |                               |                  |             |                     |
| 108 | 20         | «Home Wreckers» «Развалюха»                                                 | Памела Фрайман    | Крис Харрис                   | 19 апреля 2010   | 5ALH20      | 7.71                |
| Тед после свадьбы своей матери неожиданно покупает полуразвалившийся дом. |            |                                                                             |                   |                               |                  |             |                     |
| 109 | 21         | «Twin Beds» «Две кровати»                                                   | Памела Фрайман    | Тереза Маллиган Розенталь     | 3 мая 2010       | 5ALH19      | 7.70                |
| Барни неожиданно понимает, что хочет вернуть Робин. Маршалл и Лили, после проведённых в гостинице выходных, покупают себе две кровати для раздельного сна.                                                                                                   |            |                                                                             |                   |                               |                  |             |                     |
| 110 | 22         | «Robots Versus Wrestlers» «Роботы против борцов»                            | Роб Гринберг      | Джейми Ронхаймер              | 10 мая 2010      | 5ALH21      | 8.16                |
| Друзья попадают на вечеринку в высшее общество, где Тед, в отличие от своих друзей, чувствует себя, как дома. Барни покупает билеты на необычное шоу и пытается затащить туда всю компанию друзей, однако Тед и Робин отказываются.                          |            |                                                                             |                   |                               |                  |             |                     |
| 111 | 23         | «The Wedding Bride» «Свадебная невеста»                                     | Памела Фрайман    | Стивен Ллойд                  | 17 мая 2010      | 5ALH24      | 7.69                |
| Тед идёт на свидение в кинотеатр на фильм «Свадебная невеста» и обнаруживает, что фильм снят по мотивам его отношений со Стеллой, а режиссёром фильма является её муж Тони.                                                                                  |            |                                                                             |                   |                               |                  |             |                     |
| 112 | 24         | «Doppelgangers» «Двойники»                                                  | Памела Фрайман    | Картер Бейз и Крейг Томас     | 24 мая 2010      | 5ALH23      | 8.18                |
| Лили и Маршалл встречают двойника Барни и решают завести ребёнка. Робин отклоняет предложение о работе своей мечты. |            |                                                                             |                   |                               |                  |             |                     |

### Сезон 6 (2010—2011)
| № общий | № в сезоне | Название                                                              | Режиссёр       | Автор сценария                | Дата премьеры    | Произв. код | Зрители в США (млн) |
| --- | ---------- | --------------------------------------------------------------------- | -------------- | ----------------------------- | ---------------- | ----------- | ------------------- |
| 113 | 1          | «Big Days» «Особенные дни»                                            | Памела Фрайман | Картер Бэйс и Крейг Томас     | 20 сентября 2010 | 6ALH01      | 8.79                |
| Тед и Барни спорят по поводу того, кто уйдет вместе с девушкой, сидящей за барной стойкой. Близкие отношения Маршалла со своим отцом вызывают недовольство Лили. |            |                                                                       |                |                               |                  |             |                     |
| 114 | 2          | «Cleaning House» «Уборка дома»                                        | Памела Фрайман | Стивен Ллойд                  | 27 сентября 2010 | 6ALH02      | 9.00                |
| Друзья помогают маме Барни с переездом в новый дом и узнают много нового о Барни и его брате. |            |                                                                       |                |                               |                  |             |                     |
| 115 | 3          | «Unfinished» «Незавершённые дела»                                     | Памела Фрайман | Джейми Ронхаймер              | 4 октября 2010   | 6ALH03      | 8.60                |
| Банк «Голиаф» возобновляет проект строительства новой штаб-квартиры, но Тед больше не хочет участвовать в этом проекте после того, что произошло в прошлый раз. Чтобы переубедить Теда,Барни начинает применять к нему лучшие тактики соблазнения из своего арсенала.                                                                   |            |                                                                       |                |                               |                  |             |                     |
| 116 | 4          | «Subway Wars» «Войны в подземке»                                      | Памела Фрайман | Крис Харрис                   | 11 октября 2010  | 6ALH04      | 8.48                |
| Робин утверждает, что она настоящий житель Нью-Йорка, несмотря на то, что её друзья постоянно её дразнят по поводу её канадского происхождения. Когда друзья узнают, что в ресторане в центре города сидит Вуди Аллен, они заключают пари, кто первым доберётся до ресторана.                                                           |            |                                                                       |                |                               |                  |             |                     |
| 117 | 5          | «Architect of Destruction» «Архитектор разрушения»                    | Памела Фрайман | Картер Бейз и Крейг Томас     | 18 октября 2010  | 6ALH05      | 8.05                |
| Теду начинает противостоять девушка по имени Зоуи, которая очень расстроена тем фактом, что новая штаб-квартира банка «Голиаф» будет построена на месте старинного здания с богатой историей. |            |                                                                       |                |                               |                  |             |                     |
| 118 | 6          | «Baby Talk» «Детский лепет»                                           | Памела Фрайман | Джо Келли                     | 25 октября 2010  | 6ALH07      | 8.29                |
| Маршалл и Лили ищут способы зачать ребёнка нужного пола. Робин очень расстроена своей новой соведущей. |            |                                                                       |                |                               |                  |             |                     |
| 119 | 7          | «Canning Randy» «Увольнение Рэнди»                                    | Памела Фрайман | Чак Татам                     | 1 ноября 2010    | 6ALH06      | 8.88                |
| Зоуи записывается на занятия Теда и склоняет его студентов протестовать вместе с ней против сноса здания на месте строительства штаб-квартиры банка «Голиаф». У Маршалла возникают проблемы с его помощником Рэнди. |            |                                                                       |                |                               |                  |             |                     |
| 120 | 8          | «Natural History» «Естественная история»                              | Памела Фрайман | Картер Бейз и Крейг Томас     | 8 ноября 2010    | 6ALH09      | 8.87                |
| Когда друзья идут на званый вечер в музей естественной истории, Тед знакомится с эксцентричным мужем Зоуи. |            |                                                                       |                |                               |                  |             |                     |
| 121 | 9          | «Glitter» «Блестяшка»                                                 | Памела Фрайман | Кортни Канг                   | 15 ноября 2010   | 6ALH08      | 8.87                |
| Барни находит видеокассету с канадским шоу для детей, где одной из ведущих является Робин. |            |                                                                       |                |                               |                  |             |                     |
| 122 | 10         | «Blitzgiving» «День Блитцедарения»                                    | Памела Фрайман | Тереза Маллиган Розенталь     | 22 ноября 2010   | 6ALH10      | 8.73                |
| Старый друг по учёбе в колледже, носящий на себе проклятие невезения, отмечает день благодарения с Лили, Маршаллом, Робин и Барни. |            |                                                                       |                |                               |                  |             |                     |
| 123 | 11         | «The Mermaid Theory» «Теория русалок»                                 | Памела Фрайман | Робиа Рашид                   | 6 декабря 2010   | 6ALH11      | 9.26                |
| Маршалл и Робин решают побольше проводить времени вместе. «Капитан», муж Зоуи, приглашает Теда на морскую прогулку на его яхте. |            |                                                                       |                |                               |                  |             |                     |
| 124 | 12         | «False Positive» «Ложноположительный»                                 | Памела Фрайман | Крейг Джерерд и Мэттью Цинман | 13 декабря 2010  | 6ALH12      | 9.70                |
| После того, как все узнают, что Лили беременна, каждый переосмысливает свою жизнь. |            |                                                                       |                |                               |                  |             |                     |
| 125 | 13         | «Bad News» «Плохие новости»                                           | Памела Фрайман | Дженнифер Хендрикс            | 3 января 2011    | 6ALH13      | 10.15               |
| Друзья встречают последнего, пятого двойника, которым оказывается специалист по планированию семьи, к которому Маршалл и Лили обращаются с целью узнать, почему Лили не может забеременеть. Их ждут как хорошие, так и очень плохие новости. В течение всей серии на различных предметах демонстрируется убывающий ряд цифр от 50 до 1. |            |                                                                       |                |                               |                  |             |                     |
| 126 | 14         | «Last Words» «Последние слова»                                        | Памела Фрайман | Картер Бейз и Крейг Томас     | 17 января 2011   | 6ALH14      | 10.54               |
| Маршалл пытается вспомнить, какими были последние слова, которые сказал ему его отец перед смертью. |            |                                                                       |                |                               |                  |             |                     |
| 127 | 15         | «Oh Honey» «Ох, милочка»                                              | Памела Фрайман | Картер Бейз и Крейг Томас     | 7 февраля 2011   | 6ALH15      | 10.00               |
| Зоуи знакомит Теда со своей двоюродной сестрой Милочкой. Тед решает больше не общаться с Зоуи, чтобы не разрушать её семью. |            |                                                                       |                |                               |                  |             |                     |
| 128 | 16         | «Desperation Day» «День отчаяния»                                     | Памела Фрайман | Тами Сэгер                    | 14 февраля 2011  | 6ALH16      | 9.51                |
| Друзья всё ещё пытаются определиться с планами проведения Дня Святого Валентина, хотя до праздника остались всего одни сутки. Лили понимает, что не может отмечать праздник без Маршалла. |            |                                                                       |                |                               |                  |             |                     |
| 129 | 17         | «Garbage Island» «Остров мусора»                                      | Майкл Ши       | Том Рупрехт                   | 21 февраля 2011  | 6ALH17      | 9.33                |
| Маршалл узнаёт, что в океане существует целый остров, состоящий из мусора. Он начинает переживать, что он когда-то мечтал защищать природу и так и не осуществил свою мечту. Тед выясняет, что это он стал причиной развода Зоуи с «Капитаном». Барни отказывается признать, что ему очень понравилась девушка по имени Нора.           |            |                                                                       |                |                               |                  |             |                     |
| 130 | 18         | «A Change of Heart» «Изменение сердца»                                | Памела Фрайман | Мэтт Кан                      | 28 февраля 2011  | 6ALH19      | 9.24                |
| Барни обнаруживает, что его тянет к Норе. Он решает, что с ним что-то не так. Робин начинает встречаться с парнем, который ведёт себя, как собака. |            |                                                                       |                |                               |                  |             |                     |
| 131 | 19         | «Legendaddy» «Легенпапочка»                                           | Памела Фрайман | Дэн Грегор и Даг Манд         | 21 марта 2011    | 6ALH18      | 8.03                |
| Барни впервые встречается со своим отцом. |            |                                                                       |                |                               |                  |             |                     |
| 132 | 20         | «The Exploding Meatball Sub» «Взрываюшийся бутерброд с фрикадельками» | Памела Фрайман | Стивен Ллойд                  | 11 апреля 2011   | 6ALH20      | 6.87                |
| Маршалл устал от своей работы и решает уволиться. Тед начинает понимать, что самое важное в отношениях. |            |                                                                       |                |                               |                  |             |                     |
| 133 | 21         | «Hopeless» «Безнадёга»                                                | Памела Фрайман | Крис Харрис                   | 18 апреля 2011   | 6ALH22      | 6.49                |
| Барни, пытаясь вынудить своего отца вести себя, как в молодости, приглашает его и своих друзей в ночной клуб. |            |                                                                       |                |                               |                  |             |                     |
| 134 | 22         | «The Perfect Cocktail» «Идеальный коктейль»                           | Памела Фрайман | Джо Келли                     | 2 мая 2011       | 6ALH21      | 6.77                |
| Маршалл ссорится с Барни. Лили и Робин пытаются их помирить с помощью различных комбинаций алкоголя. Тед проводит ночь с Зоуи в отеле «Аркадиан», чтобы убедить её, что отель надо снести. |            |                                                                       |                |                               |                  |             |                     |
| 135 | 23         | «Landmarks» «Достопримечательности»                                   | Памела Фрайман | Картер Бейз и Крейг Томас     | 9 мая 2011       | 6ALH24      | 6.41                |
| Друзья рассказывают Теду, что он на самом деле чувствует к Зоуи. Это вынуждает его принять важное решение. |            |                                                                       |                |                               |                  |             |                     |
| 136 | 24         | «Challenge Accepted» «Вызов принят»                                   | Памела Фрайман | Картер Бейз и Крейг Томас     | 16 мая 2011      | 6ALH23      | 7.15                |
| Маршалл пытается устроиться на новую работу, Робин и Барни вмешиваются в развитие личной жизни Теда. |            |                                                                       |                |                               |                  |             |                     |

### Сезон 7 (2011—2012)
| № общий | № в сезоне | Название                                                | Режиссёр       | Автор сценария                               | Дата премьеры    | Произв. код   | Зрители в США (млн) |
| --- | ---------- | ------------------------------------------------------- | -------------- | -------------------------------------------- | ---------------- | ------------- | ------------------- |
| 137 | 1          | «The Best Man» «Шафер»                                  | Памела Фрайман | Картер Бэйс и Крейг Томас                    | 19 сентября 2011 | 7ALH01        | 11.00               |
| Пока Барни готовится жениться на неизвестной девушке, он и Тед вспоминают свадьбу Панчи. Маршалл и Лили объявляют, что у них родится ребёнок. Робин думает о том, чтобы рассказать Барни о своих чувствах к нему. |            |                                                         |                |                                              |                  |               |                     |
| 138 | 2          | «The Naked Truth» «Голая правда»                        | Памела Фрайман | Стивен Ллойд                                 | 19 сентября 2011 | 7ALH02        | 12.22               |
| Когда Маршалл получает работу своей мечты, он задумывается о том, что если компания найдёт видео, которые он делал раньше, она может отменить сделку. Тед не может решить, кого пригласить на бал архитекторов. |            |                                                         |                |                                              |                  |               |                     |
| 139 | 3          | «Ducky Tie» «Утиный галстук»                            | Роб Гринберг   | Картер Бейз и Крейг Томас                    | 26 сентября 2011 | 7ALH03        | 10.50               |
| Тед пытается помириться с Викторией, которой он изменил 6 лет назад. Маршалл и Лили выигрывают спор у Барни, и заставляют его носить утиный галстук Маршалла в течение года. |            |                                                         |                |                                              |                  |               |                     |
| 140 | 4          | «The Stinson Missile Crisis» «Ракетный кризис Стинсона» | Памела Фрайман | Кортни Канг                                  | 3 октября 2011   | 7ALH04        | 10.39               |
| Робин проходит принудительный курс лечения у психолога после нападения на девушку, которая пыталась испортить отношения Барни и Норы. Тед пытается повлиять на беременность Лили. |            |                                                         |                |                                              |                  |               |                     |
| 141 | 5          | «Field Trip» «Экскурсия»                                | Памела Фрайман | Джейми Ронхаймер                             | 10 октября 2011  | 7ALH06        | 8.89                |
| Тед проводит провальную экскурсию для студентов. Робин начинает встречаться со своим психологом. Маршалл убеждает своего начальника взяться за работу по спасению планеты. |            |                                                         |                |                                              |                  |               |                     |
| 142 | 6          | «Mystery vs. History» «Загадка против истории»          | Памела Фрайман | Чак Татам                                    | 17 октября 2011  | 7ALH05        | 9.81                |
| Друзья вмешиваются в жизнь Теда, когда он не в состоянии собрать информацию в интернете о девушке, с которой собрался идти на свидание. Тем временем, Маршалл и Лили решили не выяснять пол своего ребёнка, однако их начинает терзать любопытство, когда они приступают к покраске детской комнаты. |            |                                                         |                |                                              |                  |               |                     |
| 143 | 7          | «Noretta» «Норетта»                                     | Памела Фрайман | Мэтт Кан                                     | 24 октября 2011  | 7ALH07        | 9.87                |
| Кевин говорит друзьям, что их партнёры напоминают им родителей. Свидание Барни и Норы рушится из-за череды странных событий. |            |                                                         |                |                                              |                  |               |                     |
| 144 | 8          | «The Slutty Pumpkin Returns» «Возвращение Шлюшки-тыквы» | Памела Фрайман | Тами Сэгер                                   | 31 октября 2011  | 7ALH08        | 10.49               |
| Тед находит «Шлюшку-тыкву», но понимает, что она не «та самая». Барни узнаёт, что он на четверть канадец. |            |                                                         |                |                                              |                  |               |                     |
| 145 | 9          | «Disaster Averted» «Предотвращенное бедствие»           | Майкл Ши       | Робиа Рашид                                  | 7 ноября 2011    | 7ALH09        | 10.28               |
| В то время как все вспоминают, что случилось во время урагана «Айрин», Барни пытается заключить новое соглашение с Маршаллом и Лили, чтобы снять утиный галстук. |            |                                                         |                |                                              |                  |               |                     |
| 146 | 10         | «Tick Tick Tick…» «Тик-так»                             | Памела Фрайман | Крис Харрис                                  | 14 ноября 2011   | 7ALH10        | 10.42               |
| Барни и Робин оказываются в неудобной ситуации, когда они скрывают одно важное обстоятельство от своих вторых половинок. Тем временем Маршалл, Лили и Тед посещают концерт. |            |                                                         |                |                                              |                  |               |                     |
| 147 | 11         | «The Rebound Girl» «Разочарованная девушка»             | Памела Фрайман | Картер Бейз и Крейг Томас                    | 21 ноября 2011   | 7ALH11        | 10.01               |
| Тед и Барни вместе обсуждают решение, которое может изменить их жизни. Робин пытается уговорить Маршалла и Лили не переезжать на Лонг-Айленд. |            |                                                         |                |                                              |                  |               |                     |
| 148 | 12         | «Symphony of Illumination» «Симфония света»             | Памела Фрайман | Джо Келли                                    | 5 декабря 2011   | 7ALH12        | 11.51               |
| Робин скрывает плохие новости от друзей. Маршалл украшает загородный дом гирляндами, в чём ему помогает новый сосед. |            |                                                         |                |                                              |                  |               |                     |
| 149 | 13         | «Tailgate» «Tailgate»                                   | Памела Фрайман | Картер Бейз и Крейг Томас                    | 2 января 2012    | 7ALH13        | 10.14               |
| После празднования Нового Года, Маршалл посещает могилу отца, чтобы продолжить их традицию. Барни и Тед открывают бар под названием «Головоломки». |            |                                                         |                |                                              |                  |               |                     |
| 150 | 14         | «46 Minutes» «46 минут»                                 | Памела Фрайман | Дэн Грегор и Даг Манд                        | 16 января 2012   | 7ALH14        | 10.08               |
| Маршалл и Лили официально переезжают в пригород. Отец Лили начинает докучать ей. Робин, Барни и Тед, скучая по своим друзьям, идут в стриптиз-бар. |            |                                                         |                |                                              |                  |               |                     |
| 151 | 15         | «The Burning Beekeeper» «Горящий пчеловод»              | Памела Фрайман | Картер Бейз и Крейг Томас                    | 6 февраля 2012   | 7ALH17        | 9.98                |
| Лили и Маршалл устраивают вечеринку в честь своего новоселья. |            |                                                         |                |                                              |                  |               |                     |
| 152 | 16         | «The Drunk Train» «Пьяный поезд»                        | Памела Фрайман | Крейг Джерерд и Мэттью Цинман                | 13 февраля 2012  | 7ALH16        | 9.01                |
| Тед и Барни садятся на «пьяный поезд», последний поезд из Манхэттена на Лонг-Айленд, где встречают различных девушек. Но Барни отпугивает большинство из них неуместными комментариями. Тем временем Лили и Маршалл идут в ресторан под названием «Woodland Inn.» |            |                                                         |                |                                              |                  |               |                     |
| 153 | 17         | «No Pressure» «Без давления»                            | Памела Фрайман | Джордж Слоан                                 | 20 февраля 2012  | 7ALH15        | 9.68                |
| Когда Робин расстаётся с Кевином, Тед признаётся ей, что у него все ещё остались к ней чувства. Тем временем Барни выполняет миссию по выявлению тайны Маршалла и Лили. |            |                                                         |                |                                              |                  |               |                     |
| 154 | 18         | «Karma» «Карма»                                         | Памела Фрайман | Стивен Ллойд                                 | 27 февраля 2012  | 7ALH18        | 9.07                |
| Барни пытается преследовать Куинн, даже после того, как узнал, что она стриптизёрша. Между тем, Маршалл и Лили знакомят Робин с жизнью в пригородах, а Тед пытается выяснить, что делать со старой комнатой Робин. |            |                                                         |                |                                              |                  |               |                     |
| 155 | 19         | «The Broath» «Бробет»                                   | Памела Фрайман | Картер Бейз и Крейг Томас                    | 19 марта 2012    | 7ALH19        | 8.15                |
| Компашка пытается разлучить Барни с Куинн, узнав, что они планируют жить вместе. Между тем Робин и Тед выясняют, кто имеет право сдать её квартиру в субаренду. |            |                                                         |                |                                              |                  |               |                     |
| 156 | 20         | «Trilogy Time» «Время трилогии»                         | Памела Фрайман | Кортни Канг                                  | 9 апреля 2012    | 7ALH23        | 8.00                |
| Тед, Маршалл и Барни собираются вместе, чтобы, как обычно раз в три года, посмотреть трилогию «Звездных войн» и представить, на что будет похожа их жизнь ещё через три года. Между тем, Барни и Куинн начинают жить вместе. |            |                                                         |                |                                              |                  |               |                     |
| 157 | 21         | «Now We're Even» «Теперь мы равны»                      | Памела Фрайман | Чак Татам                                    | 16 апреля 2012   | 7ALH22        | 7.24                |
| В то время как Тед один заселяется в новую квартиру, Барни пытается каждый вечер выманить его из неё. Тем временем Лили снится неприличный сон, в котором фигурирует отнюдь не Маршалл. А Робин, наконец, становится известным ведущим новостей. |            |                                                         |                |                                              |                  |               |                     |
| 158 | 22         | «Good Crazy» «Хороший безумец»                          | Памела Фрайман | Картер Бейз и Крейг Томас                    | 30 апреля 2012   | 7ALH20        | 7.99                |
| Когда Лили и Маршалл устраивают вечеринку для будущей матери с целью отпраздновать рождение будущего малыша, Маршалл вдруг осознаёт, что до появления малыша осталось совсем ничего, и впадает в панику. Тем временем Тед пытается перестать думать о Робин, а Барни берёт Маршалла в развлекательную поездку. |            |                                                         |                |                                              |                  |               |                     |
| 159160 | 2324       | «The Magician's Code» «Кодекс фокусника»                | Памела Фрайман | Дженнифер Хендрикс Картер Бейз и Крейг Томас | 14 мая 2012      | 7ALH21 7ALH24 | 8.58                |
| Пока Маршал и Барни развлекаются в Атлантик-сити, у Лили начались схватки. Пока они безуспешно пытаются уехать обратно, Тед и Робин пытаются занять её историями из своей жизни. Лили рожает в больнице, Маршал и Барни успевают приехать в последний момент. Барни и Куинн мирятся и едут в путешествие. В аэропорту их задерживают за провоз ящика, о содержимом которого Барни ответить наотрез отказывается, ссылаясь на то, что это кодекс фокусника. Через некоторое время, проведённое на таможне он таки соглашается показать свой фокус. Его кульминацией оказалось предложение Куинн выйти за него замуж, на что она соглашается. Тем временем Тед решил встретиться со своей бывшей девушкой. Оказалось, у неё в этот день свадьба, но она на неё не хочет, и предлагает Теду сбежать вместе с ней. Тед говорит, что так делать нельзя, и везёт Викторию обратно. Но оказалось, что он провёз её мимо церкви, в которой проходит бракосочетание. Тед и Виктория берутся за руки. В финальной сцене мельком показывается будущая свадьба. Тед заходит в комнату невесты. Но там в костюме невесты оказалась совсем не Виктория или Куинн, а Робин. |            |                                                         |                |                                              |                  |               |                     |

### Сезон 8 (2012—2013)
| № общий | № в сезоне | Название                                                   | Режиссёр       | Автор сценария                                  | Дата премьеры    | Произв. код   | Зрители в США (млн) |
| --- | ---------- | ---------------------------------------------------------- | -------------- | ----------------------------------------------- | ---------------- | ------------- | ------------------- |
| 161 | 1          | «Farhampton» «Фархемптон»                                  | Памела Фрайман | Картер Бэйс и Крейг Томас                       | 24 сентября 2012 | 8ALH01        | 8.84                |
| Серия возвращает нас к событиям, которые произошли с Тедом и Виктории, после того, как в финале прошлого сезона они вместе сбежали, и будущей свадьбе Барни и Куинн. |            |                                                            |                |                                                 |                  |               |                     |
| 162 | 2          | «The Pre-Nup» «Брачный договор»                            | Памела Фрайман | Картер Бейз и Крейг Томас                       | 1 октября 2012   | 8ALH02        | 8.17                |
| Когда Барни тщательно разрабатывает брачный договор, на это обращают внимание парни, которые предлагают свои поправки. Между тем Куинн возмущена и составляет собственный договор, который вызывает разногласие между полами. |            |                                                            |                |                                                 |                  |               |                     |
| 163 | 3          | «Nannies» «Няни»                                           | Памела Фрайман | Чак Татам                                       | 8 октября 2012   | 8ALH03        | 7.82                |
| Когда Лили и Маршалл сталкиваются с проблемой, касательно поиска няни, они узнают, что это из-за тщательно продуманной схемы, которую Барни придумал, чтобы знакомиться с девушками. Между тем Робин и Тед спорят у кого более серьёзные отношения. |            |                                                            |                |                                                 |                  |               |                     |
| 164 | 4          | «Who Wants to Be a Godparent?» «Кто хочет стать крёстным?» | Памела Фрайман | Мэтт Кан                                        | 15 октября 2012  | 8ALH04        | 7.93                |
| Когда Лили и Маршалл не могут выбрать крестных родителей для Марвина, они придумывают для друзей тест, который выявит лучшего кандидата. |            |                                                            |                |                                                 |                  |               |                     |
| 165 | 5          | «The Autumn of Break-Ups» «Осень расставаний»              | Памела Фрайман | Кортни Канг                                     | 5 ноября 2012    | 8ALH06        | 7.22                |
| В то время как сезон расставаний продолжается, Тед и Виктория должны сделать следующий шаг в своих долгих и сложных отношениях. Тем временем Робин волнуется о Барни, когда он выбирает собаку, которая должна стать его вторым пилотом. |            |                                                            |                |                                                 |                  |               |                     |
| 166 | 6          | «Splitsville» «Финальный Аккорд»                           | Памела Фрайман | Стивен Ллойд                                    | 12 ноября 2012   | 8ALH05        | 7.95                |
| Когда Робин колеблется в принятии решения порвать с Ником, Барни берёт дело в свои руки. Тем временем Лили и Маршалл отчаянно нуждаются в уединении, хоть ненадолго. |            |                                                            |                |                                                 |                  |               |                     |
| 167 | 7          | «The Stamp Tramp» «Штамп одобрения»                        | Памела Фрайман | Тами Сэгер                                      | 19 ноября 2012   | 8ALH07        | 7.45                |
| Маршалл рекомендует своему боссу нанять его бывшего одноклассника, Брэда. Но когда собеседование проходит не совсем так, как он ожидал, результатом его стали подпорченные отношения с начальством. Между тем Робин помогает договориться о возвращении Барни к кругообороту стриптиз-клуба. |            |                                                            |                |                                                 |                  |               |                     |
| 168 | 8          | «Twelve Horny Women» «12 распалённых женщин»               | Памела Фрайман | Эрик Фалконер и Романски                        | 26 ноября 2012   | 8ALH08        | 8.73                |
| Маршалл берёт на себя своего старого друга Брэда, который на данный момент стал злейшим врагом в его карьере. Тем временем друзья вспоминают собственные стычки с законом, что приводит к дискуссии о том, кто был самый значимым преступником в подростковом возрасте. |            |                                                            |                |                                                 |                  |               |                     |
| 169 | 9          | «Lobster Crawl» «Ползущий омар»                            | Памела Фрайман | Барбара Адлер                                   | 3 декабря 2012   | 8ALH09        | 8.26                |
| Робин полна решимости вернуть Барни. Тем временем Тед выступает в роли няньки Марвина, и Маршалл с Лили понимают, что их друг использует Марвина, чтобы заменить им другого ребёнка… здание GNB. |            |                                                            |                |                                                 |                  |               |                     |
| 170 | 10         | «The Over-Correction» «Гиперкомпенсация»                   | Памела Фрайман | Крейг Джерерд и Мэттью Цинман                   | 10 декабря 2012  | 8ALH10        | 8.82                |
| Робин, наблюдая за развитием отношений Барни с Патрис, подвергает сомнению чистоту помыслов последней. Между тем овдовевшая мать Маршалла готова к новым знакомствам и свиданиям. |            |                                                            |                |                                                 |                  |               |                     |
| 171172 | 1112       | «The Final Page» «Последняя страница»                      | Памела Фрайман | Дэн Грегор и Даг Манд Картер Бейз и Крейг Томас | 17 декабря 2012  | 8ALH11 8ALH12 | 8.70                |
| Робин предпринимает меры, чтобы Патрис уволили из «Всемирных новостей», в то время как Маршалл сглазил Барни. Между тем Тед приглашает своего преподавателя по архитектуре в посвящение здания GNB. А Маршалл и Лили сталкиваются со странным знакомым из колледжа. Накануне Рождества Тед борется с мыслью, рассказать ли Робин о намерениях Барни относительно Патрис. В это время Маршалл и Лили получают ранний рождественский подарок от Марвина, но разлука и угрожает испортить вечер. |            |                                                            |                |                                                 |                  |               |                     |
| 173 | 13         | «Band or DJ?» «Группа или DJ»                              | Памела Фрайман | Картер Бейз и Крейг Томас                       | 14 января 2013   | 8ALH13        | 10.51               |
| Робин настаивает на том, чтобы Барни попросил благословения у её отца. Тед пытается утопить свои чувства в подготовке к свадьбе. |            |                                                            |                |                                                 |                  |               |                     |
| 174 | 14         | «Ring Up!» «Кольцо»                                        | Памела Фрайман | Дженнифер Хендрикс                              | 21 января 2013   | 8ALH14        | 10.07               |
| Тед встречается с девушкой, которая младше его на 10 лет. Тем временем Робин начинает осознавать минусы своей помолвки, а Маршалл и Лили находят новый способ стать привлекательными друг для друга. |            |                                                            |                |                                                 |                  |               |                     |
| 175 | 15         | «P.S. I Love You» «P.S. Я люблю тебя»                      | Памела Фрайман | Картер Бейз и Крейг Томас                       | 4 февраля 2013   | 8ALH15        | 10.30               |
| О грани между маниакальным преследованием и желанием найти свою любовь. Тед случайно встречает девушку, которая, как выяснится позже, его преследовала. Барни едет в Канаду узнать, по кому сходила с ума Робин. Лили признаётся, что она не случайно познакомилась с Маршаллом. |            |                                                            |                |                                                 |                  |               |                     |
| 176 | 16         | «Bad Crazy» «Сумасшедшая»                                  | Памела Фрайман | Картер Бейз и Крейг Томас                       | 11 февраля 2013  | 8ALH16        | 8.98                |
| Тед пытается растаться со своей сумасшедшей девушкой. Робин избегает помогать Лили и Маршалу с Марвином, но случайно остаётся с ним на улице одна. |            |                                                            |                |                                                 |                  |               |                     |
| 177 | 17         | «The Ashtray» «Пепельница»                                 | Памела Фрайман | Картер Бейз и Крейг Томас                       | 18 февраля 2013  | 8ALH18        | 8.85                |
| Тед находит на автоответчике сообщение от Капитана. Тед боится перезванивать, так как Капитан угрожал ему при их последней встрече на выставке у Лили. Вспоминая ситуацию, друзья раскрывают новые и новые подробности той встречи, а судьба Лили сильно меняется. |            |                                                            |                |                                                 |                  |               |                     |
| 178 | 18         | «Weekend at Barney's» «Уикенд у Барни»                     | Памела Фрайман | Джордж Слоан                                    | 25 февраля 2013  | 8ALH17        | 8.59                |
| Когда Тед и Джанет расстаются, Барни пытается помочь другу заинтересовать новую девушку с помощью печально известного Плейбука, который, как считает Робин, был уничтожен. Между тем, на открытии галереи, где Лили надеется произвести хорошее впечатление, был случайно замечен Маршалл. |            |                                                            |                |                                                 |                  |               |                     |
| 179 | 19         | «The Fortress» «Бастион»                                   | Майкл Ши       | Стивен Ллойд                                    | 18 марта 2013    | 8ALH20        | 7.44                |
| Робин убеждает Барни продать свою квартиру. А тем временем, Маршалл смотрит вместе с Тедом их любимый сериал «Поместье Вудварт», пока Лили посвящает своё время новой работе. |            |                                                            |                |                                                 |                  |               |                     |
| 180 | 20         | «The Time Travelers» «Путешественники во времени»          | Памела Фрайман | Картер Бейз и Крейг Томас                       | 25 марта 2013    | 8ALH19        | 6.99                |
| Барни убеждает Теда пойти вместе с ним на очередной бой "роботов против рестлеров", пока Робин и Маршалл сражаются за право назвать свой любимый коктейль в баре. |            |                                                            |                |                                                 |                  |               |                     |
| 181 | 21         | «Romeward Bound» «Связанные одним Римом»                   | Памела Фрайман | Чак Татам                                       | 15 апреля 2013   | 8ALH22        | 6.58                |
| Лили предлагают годовой контракт в Риме и она пытается поговорить об этом с Маршаллом, пока Барни и Тед пытаются разглядеть бюст их общей знакомой. |            |                                                            |                |                                                 |                  |               |                     |
| 182 | 22         | «The Bro Mitzvah» «Бро-мицва»                              | Памела Фрайман | Крис Харрис                                     | 29 апреля 2013   | 8ALH21        | 7.06                |
| Тед и Маршалл забирают Барни с собой, чтобы устроить ему мальчишник, который проходит не очень хорошо, оставив Робин и маму Барни одних в кафе. |            |                                                            |                |                                                 |                  |               |                     |
| 183 | 23         | «Something Old» «Нечто старое»                             | Памела Фрайман | Картер Бейз и Крейг Томас                       | 6 мая 2013       | 8ALH23        | 6.99                |
| Робин ищет свой старый медальон, который закопала в парке ещё в 1994, а её отец играет с Барни в "Лазер Тэге". Между тем, Лили и Маршалл просят Теда отсортировать их вещи для поездки в Рим. |            |                                                            |                |                                                 |                  |               |                     |
| 184 | 24         | «Something New» «Нечто новое»                              | Памела Фрайман | Картер Бейз и Крейг Томас                       | 13 мая 2013      | 8ALH24        | 8.57                |
| Когда все готовятся к свадьбе Барни и Робин, Тэд приглашает Лили в свой отремонтированный дом в Вэстчестере.В то же время,последний вечер Барни и Робин портит вредная пара,а Маршалл и Марвин отправляются навестить его семью в Миннесоте. Серия заканчивается тем, что наконец-таки показывают девушку с жёлтым зонтиком. |            |                                                            |                |                                                 |                  |               |                     |

### Сезон 9 (2013—2014)
| № общий | № в сезоне | Название                                                                                 | Режиссёр       | Автор сценария                | Дата премьеры    | Произв. код   | Зрители в США (млн) |
| --- | ---------- | ---------------------------------------------------------------------------------------- | -------------- | ----------------------------- | ---------------- | ------------- | ------------------- |
| 185 | 1          | «The Locket» «Медальон»                                                                  | Памела Фрайман | Картер Бэйс и Крейг Томас     | 23 сентября 2013 | 9ALH01        | 9.40                |
| Пятница, 11 утра. По дороге в Лонг-Айленд, Робин и Барни обнаруживают, что у них есть общий кузен и беспокоятся,не кровные ли они родственники. Маршалл переживает, что Лили увидит фото,которое его мать разместила в Интернете, на котором показано, что он принял должность судьи.                   |            |                                                                                          |                |                               |                  |               |                     |
| 186 | 2          | «Coming Back» «Возвращение»                                                              | Памела Фрайман | Картер Бейз и Крейг Томас     | 23 сентября 2013 | 9ALH02        | 9.40                |
| Пятница, полдень. После того, как Джеймс сообщает, что он разводится, Робин начинает переживать о том, как Барни отнесётся к этой новости. Между тем, Маршалл ищет способ , чтобы добраться до Нью-Йорка к свадьбе, а Тед в одиночестве проводит время в романтическом отеле.                           |            |                                                                                          |                |                               |                  |               |                     |
| 187 | 3          | «Last Time in New York» «Последние деньки в Нью-Йорке»                                   | Памела Фрайман | Крейг Джерерд и Мэттью Цинман | 30 сентября 2013 | 9ALH04        | 7.87                |
| Пятница, 2 часа дня. Лили обнаруживает список вещей Теда , которые он хочет сделать в Нью-Йорке , прежде чем уедет в Чикаго. Тед не хочет никому сообщать о своём отъезде и просит её молчать. Робин и Барни пытаются уединиться, прежде чем их родственники начнут прибывать к свадьбе.                |            |                                                                                          |                |                               |                  |               |                     |
| 188 | 4          | «The Broken Code» «Разбитый кодекс»                                                      | Памела Фрайман | Мэтт Кан                      | 7 октября 2013   | 9ALH03        | 7.53                |
| Пятница, 3 часа дня. Барни злится на Теда за то, что у него все ещё есть чувства к Робин, что побудило Маршалла, быть их судьей через Скайп. Лили понимает, что она единственная подруга Робин, и хочет найти для неё новую.                                                                            |            |                                                                                          |                |                               |                  |               |                     |
| 189 | 5          | «The Poker Game» «Игра в покер»                                                          | Памела Фрайман | Дэн Грегор и Даг Манд         | 14 октября 2013  | 9ALH05        | 7.98                |
| Пятница, 6 вечера. Барни должен выбрать сторону в борьбе между Робин и своей матерью, Лили объясняет ему, как не испортить свои отношения. Между тем, Тед и Маршалл спорят о подарке на свадьбу Лили и Маршалла и благодарственном письме.                                                              |            |                                                                                          |                |                               |                  |               |                     |
| 190 | 6          | «Knight Vision» «Видение рыцаря»                                                         | Памела Фрайман | Крис Харрис                   | 21 октября 2013  | 9ALH07        | 7.64                |
| Пятница, 9 вечера. Тед обнаруживает для себя три варианта провести предсвадебные выходные, и, конечно, выбирает худший. Тем временем, у Барни и Робин появляются проблемы с их священником, а Маршалл пытается больше узнать о своей попутчице, Дафне.                                                  |            |                                                                                          |                |                               |                  |               |                     |
| 191 | 7          | «No Questions Asked» «Без лишних вопросов»                                               | Памела Фрайман | Стивен Ллойд                  | 28 октября 2013  | 9ALH06        | 7.63                |
| Когда Дафна отсылает Лили разоблачающую СМСку, Маршалл заручается помощью друзей, чтобы удалить сообщение до того, как Лили его прочтёт, пользуясь правом сделать что-то "без лишних вопросов". |            |                                                                                          |                |                               |                  |               |                     |
| 192 | 8          | «The Lighthouse» «Маяк»                                                                  | Памела Фрайман | Рэйчел Экслер                 | 4 ноября 2013    | 9ALH08        | 8.67                |
| Суббота, 9 утра. Конфликт между Робин и Лореттой набирает обороты, Барни попадает под перекрёстный огонь. Между тем, Маршалл и Дафна подбирают пассажира, а Тед и его новая подружка Кэсси пытаются наслаждаться походом к маяку.                                                                       |            |                                                                                          |                |                               |                  |               |                     |
| 193 | 9          | «Platonish» «Платонические»                                                              | Памела Фрайман | Джордж Слоан                  | 11 ноября 2013   | 9ALH10        | 8.08                |
| Суббота, 11 утра. Эпизод - флешбэк. Пытаясь утешить Робин, все вспоминают осень 2012, которая сыграла, возможно, решающую роль в их будущем. Маршал пытается уговорить Теда снова испытать судьбу. Барни принимает ряд "вызовов" от Лили и Робин, и на одном из них встречает Маму (будущую жену Теда). |            |                                                                                          |                |                               |                  |               |                     |
| 194 | 10         | «Mom and Dad» «Мама и Папа»                                                              | Памела Фрайман | Картер Бейз и Крейг Томас     | 18 ноября 2013   | 9ALH09        | 8.11                |
| Суббота, 15:00. Барни желает, чтобы его отец Джером сошёлся с его матерью, но у Джеймса совсем другие планы на этот счёт. В это же время свадебный подарок, предназначенный для Робин, испорчен, и Тед обвинён. Детектив Мосби берётся за дело...                                                       |            |                                                                                          |                |                               |                  |               |                     |
| 195 | 11         | «Bedtime Stories» «Сказки на ночь»                                                       | Памела Фрайман | Картер Бейз и Крейг Томас     | 25 ноября 2013   | 9ALH12        | 7.64                |
| Суббота, 17:00. Маршалл пытается уложить Марвина спать, рассказывая ему 3 истории о его друзьях в стихах. |            |                                                                                          |                |                               |                  |               |                     |
| 196 | 12         | «The Rehearsal Dinner» «Репетиция ужина»                                                 | Памела Фрайман | Чак Татам                     | 2 декабря 2013   | 9ALH11        | 8.04                |
| Суббота 20:00. Барни пойман и прикован наручниками охраной Лэйзер Тег Арены из-за того, что пытался провести там репетицию свадебного ужина, несмотря на запрет Робин. Тед не исполняет своё обещание, чем сердит Лили.                                                                                 |            |                                                                                          |                |                               |                  |               |                     |
| 197 | 13         | «Bass Player Wanted» «Требуется бас-гитарист»                                            | Памела Фрайман | Картер Бейз и Крейг Томас     | 16 декабря 2013  | 9ALH13        | 7.71                |
| Суббота, 22:00. С друзьями знакомится парень, который усердно пытается затеять ссору и враждебность между ними. Тем временем, Маршалл наконец-таки прибывает в Фархэмптон. |            |                                                                                          |                |                               |                  |               |                     |
| 198 | 14         | «Slapsgiving 3: Slappointment in Slapmarra» «Пощечедавание 3: Пощечестреча в Пощечемаре» | Памела Фрайман | Картер Бейз и Крейг Томас     | 13 января 2014   | 9ALH15        | 8.59                |
| Воскресенье, час ночи. Барни нервничает по поводу того, как Маршалл описывает ему следующую пощёчину, которую он получит, и которая будет настолько болезненной, насколько возможно. |            |                                                                                          |                |                               |                  |               |                     |
| 199 | 15         | «Unpause» «Снято с паузы»                                                                | Памела Фрайман | Крис Харрис                   | 20 января 2014   | 9ALH14        | 8.83                |
| Воскресенье, два ночи. Барни достигает уровня алгокольного опьянения "сыворотка правда". Решив использовать это, Тед и Робин начинают получать ответы на вопросы, которые они хотели услышать от Барни уже несколько лет. Тем временем Маршалл пытается избежать ссоры с Лили.                          |            |                                                                                          |                |                               |                  |               |                     |
| 200 | 16         | «How Your Mother Met Me» «Как ваша мама встретила меня»                                  | Памела Фрайман | Картер Бейз и Крейг Томас     | 27 января 2014   | 9ALH16        | 10.81               |
| 200-й эпизод посвящён нескольким знаменательным событиям в жизни Мамы в течение восьми лет перед тем как она встретила Теда. |            |                                                                                          |                |                               |                  |               |                     |
| 201 | 17         | «Sunrise» «Восход»                                                                       | Памела Фрайман | Картер Бейз и Крейг Томас     | 3 февраля 2014   | 9ALH18        | 9.98                |
| Воскресенье, 5:00. В день свадьбы Робин и Тед, ища подвыпившего Барни, вспоминают о прошлых отношениях. Между тем Маршалл и Лили наконец разрешают все свои споры. А Барни оказывает поддержку двум молодым парням, жаждущих познакомиться с девушками.                                                 |            |                                                                                          |                |                               |                  |               |                     |
| 202 | 18         | «Rally» «Гонка»                                                                          | Памела Фрайман | Картер Бейз и Крейг Томас     | 24 февраля 2014  | 9ALH17        | 9.28                |
| Воскресенье, 8:00.Когда утром перед свадебной церемонией Барни страдает от худшего похмелья в мире, компания пытается выяснить неправдоподобные ингредиенты для эликсира Антипохмелин Стинсон. |            |                                                                                          |                |                               |                  |               |                     |
| 203 | 19         | «Vesuvius» «Везувий»                                                                     | Памела Фрайман | Барбара Адлер                 | 3 марта 2014     | 9ALH19        | 9.11                |
| Утром, в день бракосочетания, у Лили и Робин есть некоторые разногласия. В это время Барни капризничает в выборе костюма. И вся компашка смотрит фильм, который Тед настоятельно рекомендовал не смотреть.                                                                                              |            |                                                                                          |                |                               |                  |               |                     |
| 204 | 20         | «Daisy» «Дэйзи»                                                                          | Памела Фрайман | Картер Бейз и Крейг Томас     | 10 марта 2014    | 9ALH20        | 7.70                |
| Воскресенье, 14:00.Маршалл просит Теда и Барни помочь ему выяснить, куда уходила Лили в ночь их ссоры. |            |                                                                                          |                |                               |                  |               |                     |
| 205 | 21         | «Gary Blauman» «Гэри Блауман»                                                            | Памела Фрайман | Кортни Канг                   | 17 марта 2014    | 9ALH22        | 7.78                |
| Когда на свадьбе появляется Гэри Блауман, вся компания приходит в неистовство, когда каждый из них вспоминает встречу с ним. |            |                                                                                          |                |                               |                  |               |                     |
| 206 | 22         | «The End of the Aisle» «Конец прохода»                                                   | Памела Фрайман | Картер Бейз и Крейг Томас     | 24 марта 2014    | 9ALH21        | 9.04                |
| Воскресенье, 17:28. Когда до бракосочетания остаётся лишь полчаса, Барни и Робин испытывают приступы паники по поводу их предстоящей свадьбы. Между тем Маршалл и Лили переписывают свои старые свадебные клятвы.                                                                                       |            |                                                                                          |                |                               |                  |               |                     |
| 207208 | 2324       | «Last Forever» «Вечность»                                                                | Памела Фрайман | Картер Бейз и Крейг Томас     | 31 марта 2014    | 9ALH23 9ALH24 | 13.13               |
| Выясняется, что во время пребывания за границей Барни и Робин решают развестись, но они утверждают, что ничего не поменяется. Тед заканчивает рассказ детям о том, как он встретил их маму. |            |                                                                                          |                |                               |                  |               |                     |